# 安達臣·利馬
安達臣·利馬·域加，（葡萄牙語：Ânderson Lima Veiga，1973年3月18日—），巴西职业足球运动员，现效力于沙佩科恩斯。

## 外部連結
- Sambafoot Profile